# Стародумов, Василий Пантелеймонович
Васи́лий Пантеле́ймонович Староду́мов (25 декабря 1907 [8 января 1908], Иркутск — 13 июля 1996, Иркутск) — русский советский детский писатель, сказочник, пародист, книжный график.

## Память
- В 1993 году в Иркутске имя Василия Стародумова было присвоено детской библиотеке № 19. На здании библиотеки установлена информационная доска.
- В 2000 году в Иркутске на доме, где жил и работал Василий Стародумов, в память о нём установлена мемориальная доска[1].

## Избранная библиография
- Омулёвая бочка: Байкальские сказки. — Новосибирск: Зап.-Сиб. кн. изд-во, 1968. — 24 с. — 300000 экз.
- Омулёвая бочка: Байкальские сказки. — Улан-Удэ: Бурят. кн. изд-во, 1970. — 91 с. — 50000 экз.
- Рога аргали: Байкальские сказки. — Улан-Удэ: Бурят. кн. изд-во, 1975. — 44 с. — 50000 экз.
- Омулёвая бочка: Байкальские сказки. — Иркутск: Вост.-Сиб. кн. изд-во, 1979. — 41 с. — 200000 экз.
- Ангарские бусы: Байкальские сказки. — Иркутск: Вост.-Сиб. кн. изд-во, 1991. — 50 с. — 50000 экз. — ISBN 5-7424-0365-8
- Сказки озера Байкал. — Санкт-Петербург: БХВ-Петербург, 2016. — 88 с. — 3000 экз. — ISBN 978-5-9775-3598-4[2]